# Tortula flavovirens
Tortula flavovirens là một loài rêu trong họ Pottiaceae. Loài này được (Bruch) Fior.-Mazz. mô tả khoa học đầu tiên năm 1841.